# Upstream Color
Upstream Color és una pel·lícula de ciència-ficció experimental del 2013 escrita, dirigida, produïda i protagonitzada per Shane Carruth. La pel·lícula és el segon llargmetratge dirigit per Carruth, després del seu debut el 2004 Primer. També és protagonitzada per Amy Seimetz, Andrew Sensenig i Thiago Martins.
A la pel·lícula, els comportaments de dues persones es veuen afectats sense voler-ho per un paràsit complex que té un cicle de vida de tres etapes.

## Argument
La pel·lícula comença amb un home (esmentat als crèdits com el "Lladre") que sembla estar collint un tipus de larva pels efectes peculiars que té en la ment humana quan s'ingereix.
En un club, Kris (Amy Seimetz) és segrestada amb taser pel lladre. La fa empassar la larva, la qual cosa indueix una mena de susceptibilitat hipnòtica, provocant un estat mental extremadament suggerible que explota el Lladre. Utilitza un conjunt elaborat de distraccions, com fer-la crear una cadena de paper on cada enllaç inclou una transcripció del llibre Walden, o la vida als boscos per distreure-la mentre realitza el seu control mental. Finalment la manipula per liquidar el seu patrimoni immobiliari, revelar-li un dipòsit de valuoses monedes rares i buidar el seu compte bancari. A través de suggeriments hipnòtics, Kris no pot consumir aliments sòlids. Només se li permet beure petites quantitats d'aigua a intervals regulats, que es veu obligada a percebre com a extremadament refrescant i deliciosa. El Lladre finalment allibera a Kris, que s'amaga voraçment i s'adorm amb roba bruta a casa seva. Es desperta i troba diversos cucs grans que s'arrosseguen visiblement sota la seva pell. Ella intenta treure'ls sense èxit amb un ganivet de cuina.
Més tard, un criador de porcs i àvid conreador de camp, el "Sampler", atrau Kris a la seva granja utilitzant infrasònics. El Sampler organitza en silenci una transfusió a través de la qual transfereix un cuc del cos de Kris al d'un porc jove. Aleshores, Kris es desperta en un SUV abandonat a l'autopista sense records d'aquests esdeveniments recents. En arribar a la seva casa desordenada, s'adona amb sang als llençols i als pisos i es planteja trucar a la policia. S'adona que no té informació per dir-los i deixa de marcar. Després de netejar, es dirigeix a la feina, on és acomiadat de seguida per la seva absència inexplicable. Un viatge a la botiga de queviures revela a Kris que els seus fons personals han desaparegut.
Un any més tard, Kris coneix un home anomenat Jeff (Shane Carruth) en un tren i connecta amb ell. Es troben diverses vegades abans de passar la nit plegats. Després, s'adonen que tots dos tenen cicatrius de puntada idèntiques de les esmentades transfusions oblidades. Aviat s'adonen que van tenir experiències semblants; Jeff va perdre la feina com a corredor a causa del canvi de fons de l'empresa per cobrir els diners que li van robar i va atribuir l'incident a l'abús de drogues. Al mateix temps, es deixa clar a l'audiència que existeix un paral·lelisme entre les emocions que Kris i Jeff han sentit i dos porcs, un dels quals és l'amfitrió del paràsit de Kris: Kris creu erròniament que està embarassada i al mateix temps la seva contrapart porcina està realment embarassada. Després de consultar amb un metge, se li diagnostica haver tingut un càncer d'endometri que es va extirpar amb èxit. El suposat càncer, li diuen, ja no és una amenaça per al seu cos, però l'ha fet infèrtil.
El Sampler descobreix que el porc que conté el cuc de Kris ara ha donat a llum garrins. Llança els garrins a un sac d'arpillera i els llença al riu. Aquest esdeveniment coincideix amb Jeff i Kris que senten una sensació extrema de pèrdua i frustració, i tots dos actuen com si els estigués passant alguna cosa terrible; En Jeff es baralla espontàniament amb dos dels seus companys de feina mentre Kris busca frenèticament com si hagués perdut alguna cosa. Els dos, en el seu estat de pànic, es reuneixen i viatgen a la casa de Kris, on reuneixen subministraments, inclosa una pistola, i acampen a la banyera del seu bany, esperant el pitjor. Mentrestant, el sac de garrins es veu podrint-se i una substància blava esclata de les ferides obertes dels garrins, omplint les aigües del voltant, d'on han sortit orquídies. Les orquídies finalment es tornen del mateix color blau i són recollides pels pagesos que venen les plantes al barri on opera el Lladre.
Aquests fets semblen marcar un canvi en l'estat de les coses. Kris i Jeff comencen a recordar les històries personals de l'altre com a pròpies. Jeff descobreix Kris murmurant el text de Walden mentre neda. És mentre realitza aquest ritual que Kris arriba a sentir les coses que el Sampler ha sentit, i és en aquest moment que els dos comencen a reconstruir el que els va passar a tots dos. En una seqüència onírica, Kris, Jeff i el Sampler s'asseuen a una taula en una habitació blanca i nua on Kris revela al Sampler que és conscient d'ell; el Sampler s'ensorra per un aparent atac de cor. A continuació, l'escena passa a un tret paral·lel a la granja de porcs, on Kris dispara i mata el Sampler col·lapsat. Kris i Jeff recullen una caixa de registres escrits que detallen altres persones que van ser drogades de la mateixa manera; convoquen aquestes altres víctimes a la granja enviant-los còpies de Walden. La granja es remodela després i els porcs estan millor cuidats; com a resultat, no s'ofega més porcs, les orquídies del riu ja no es tornen blaves i el lladre es veu privat de les larves per a la seva droga. La pel·lícula acaba amb Kris bressolant un garrinet, en pau.

## Repartiment
- Amy Seimetz com a Kris
- Shane Carruth com a Jeff

## Producció
L'octubre de 2011, es va revelar que Upstream Color seria el segon llargmetratge de Carruth, tenint preferència sobre la seva pel·lícula de ciència-ficció A Topiary. Es va anunciar que Upstream Color estava en procés de càsting a Dallas, Texas, en preparació per a un rodatge de quaranta dies, que començarà a principis de novembre de 2011 i acabarà a finals de gener de 2012.

## Temes
L'abril de 2013, io9 va preguntar al director Shane Carruth si el punt de la pel·lícula es refereix a un retorn a la natura. Carruth va respondre que la pel·lícula explorava els cicles de ruptura:
| « | "Es tracta més del que aquests porcs estan encarnant ara. Vull dir, hi ha una ruptura del cicle. Aquestes persones que s'han vist afectades per això ara estan recuperant la propietat de la cosa amb la qual estan connectats... .No crec que la narració funcioni quan s'intenta donar una lliçó o dir una veritat real per al que serveix és per a l'exploració d'alguna cosa que és comuna i universal, potser d'aquí ve la veritat." | » |

Pel que fa al paper de The Sampler, Carruth va dir a io9: "Així que la idea que trobarien aquest mostrejador de porcs, o aquest personatge de criador de porcs / mostrejador, com a culpable de tots els seus problemes, quan, en realitat, els espectadors veiem [que], de les tres persones que continuen aquest cicle de vida, el lladre és definitivament maliciós, els recol·lectors d'orquídies són definitivament benignes cas de si és culpable o no, en poder beneficiar-se de l'observació..." Pel que fa a la pau experimentada per Kris al final de la pel·lícula, Carruth va dir a io9: "En aquell moment, sabem que no pot tenir fills. Així que sigui el que sigui amb qui estigui en pau allà [a la granja de porcs] no li tornarà l'afecte que li podria tenir. Sempre serà aquest estat trencat de les coses, independentment de com sigui el moment en aquell moment."

## Llançament
La pel·lícula es va estrenar el 21 de gener de 2013 al Festival de Cinema de Sundance, seguida d'una estrena en cinemes als Estats Units el 5 d'abril de 2013, autodistribuïda per Carruth. Carruth va explicar: "Tot sobre l'elecció de fer la distribució es tracta de contextualitzar" la pel·lícula.
La pel·lícula es va projectar a South by Southwest el 8 de març de 2013.

## Recepció i llegat

### Resposta crítica
Upstream Color va rebre un gran reconeixement de la crítica. Després de la seva estrena, Keith Kimbell va escriure que "la majoria dels crítics no podien deixar de parlar-ne". Mark Olsen, del Los Angeles Times, va escriure: "Durant un temps, Upstream Color va tenir una tendència més alta a Twitter que el mateix Sundance." A Rotten Tomatoes, la pel·lícula té una puntuació d'aprovació del 86%, basada en 148 crítiques, amb una valoració mitjana de 8,00/10. El consens crític del lloc diu: "Tècnicament brillant com narrativament abstracta, Upstream Color representa el cinema experimental estatunidenc en el seu millor moment, i reafirma Shane Carruth com un talent per veure." A Metacritic, la pel·lícula té una puntuació de 81 sobre 100 basada en 27 crítiques, cosa que indica "aclamació universal".
Sam Adams de The A.V. Club va donar la pel·lícula a "A" i va escriure: "Que la pel·lícula m'envaeixi va ser una de les experiències més transcendents de la meva vida al cinema". Adams va afegir: "És completament desconcertant, i sorprenentment bonic, literalment aclaparador", comparant parts de la pel·lícula amb L'arbre de la vida de Terrence Malick (2011). Més tard, aquesta publicació va incloure una ressenya completa de Scott Tobias que li va donar la mateixa valoració, resumint la seva peça: "Podria ser just argumentar que les ressonàncies de Upstream Color són massa obscures i internes —molts espectadors ho han fet i es veuran desconcertats per això—, però és el tipus d'art que inspira curiositat i obsessió, com un objecte bell el significat del qual es manté de manera temptadora fora d'abast". A la seva ressenya per a The New York Times, Manohla Dargis també nota la profunda influència de Malick en Carruth, afirmant que és "evident en la influència del Sr. Carruth l'èmfasi en el món natural, el seu ús de Walden, les veus callades i moltes imatges, incloent alguna filmació a intervals d'un porc mort en descomposició sota l'aigua, que es registra com la inversa catastròfica de l’interval; seqüència d'una llavor que brota sota terra a Days of Heaven", afegint que "la influència del Sr. Malick també s'estén als trets de Kris i Jeff caminant, xiuxiuejant i tocant que no estan amarrats en un moment concret però que podrien ser del passat, present o futur. En aquests moments de Malick, el temps es torna tan circular com la sortida i la posta del sol."
Olsen de Los Angeles Times va escriure: "Amb la seva narració temàticament rica i densament en capes, Upstream Color tracta en part de la psicosi mútua que pot ser una part essencial del romanç, l'acord d'una bogeria compartida. És intensa i hipnòticament poderosa, i una pel·lícula més íntima i commovedora que Primer. Color és d'alguna manera emocionalment directa, alhora que narrativament abstracta." Un crític que es va entusiasmar amb la banda sonora va escriure que "va trobar que la pel·lícula en si era un viatge de drogues abstracte desordenat, sense històries, serpentejant, però admiro el cineasta i les actuacions".
Jeremy Kay de The Guardian va pensar que la pel·lícula és "un embolic desconcertant i opac" i va dir que "conté imatges microscòpiques sorprenents, porcs simpàtics i un treball de foley alarmantment agressiu. És meticulós, metòdic i educat, però també extrem, i extremadament pretensiós", tot i que el seu col·lega Peter Bradshaw va dir que és una "pel·lícula defectuosa, experimental i fascinant". Philip French de The Observer va dir: "El diàleg mínim és gnòmic, sovint inaudible; la configuració canvia de sobte sense cap consistència aparent de propòsit... Upstream Color té els elements d'una pel·lícula de culte, tot i que no és una secta a la qual em vull unir."
Escrivint per a Music Box Theatre 2013 Spring Calendar, el crític de cinema Mike D'Angelo conclou que "si bé Upstream Color té una bona quantitat de diàlegs (purament funcionals), és essencialment una pel·lícula muda, obsessionat no sols amb el color sinó amb la textura, el moviment i el ritme". També afegeix que la "pel·lícula és un estudi de persones danyades en què tant el dany com el mètode de recuperació s'han fet estranys de manera productiva, permetent a Carruth recuperar algunes idees potents que s'han convertit en tòpics". D'Angelo afirma a més que la pel·lícula és "un exercici enlluernador en forma pura, amb una sintaxi cinematogràfica que és segura i exigent però que encara se sent molt espontània, en part Kubrick, en part Malick", concloent que "l'aspecte més emocionant de les pel·lícules de Carruth, tot i que, al final, pot ser l'immens respecte que ofereixen a l'espectador no sols es nega a donar-li de menjar amb cullera, de la manera cansada de la majoria de les pel·lícules de Hollywood (i fins i tot un percentatge important de pel·lícules independents), sinó que contínuament t'acredita la intel·ligència per inferir causa de l'efecte, presentant-te B i confiant que trobaràs A, que es manté fermament fora de la pantalla, pel teu compte."
The Hollywood Reporter va declarar: "El de Carruth és un cinema d'impressions i tècnica, no de significat obert" i va donar una crítica positiva: "L'experiència de veure la pel·lícula... és altament visceral i sensual; les imatges posseeixen una claredat cristal·lina que és exquisida i es dispersen en ones rítmiques ràpides d'una manera que és especialment fascinant durant aquesta primera secció". Al segon terç de la pel·lícula, després que Kris i Jeff es coneguin, la pel·lícula "vira en la direcció del romanç en el qual dues persones que presumiblement han estat redissenyades genèticament intenten redefinir-se i veure quin tipus de connexió poden establir amb algú altre i què podria significar això. Ambdós recorden i no recorden coses del passat i de vegades discuteixen sobre la memòria de qui."
El crític de The Salt Lake Tribune va escriure que el "drama de ciència-ficció pertorbador, sobre persones que es troben connectades entre si i el cicle vital d'un paràsit, és bonic de veure i contemplar". El ressenyador Christopher Kelly, que va ser entre d'altres crítics en ser recordat de L'arbre de la vida, la va descriure com "una narració de trencaclosques que implica (entre altres coses molt estranyes) cucs que es recullen per a drogues psicotròpiques; un criador de porcs que compon música inspirada en l'angoixa emocional dels altres i un grup de persones que han estat segrestades i estafades amb milers de dòlars. Tot això es desenvolupa de manera lliure-associativa, amb una escena que amb prou feines sembla connectar-se amb la següent." Va dir que la pel·lícula "flota magníficament d'un passatge a l'altre, creant una sensació creixent d'ansietat i malenconia a cada pas misteriós."
De la mateixa manera, The Miami Herald la va anomenar "un trencaclosques que pot ser impossible de resoldre", dient que "l'ús fascinant d'imatges de Carruth, de textures i sons, d'il·luminació nítida i bellesa natural radiant, té un una qualitat lírica inquietant que recorda a Terrence Malick... Però també injecta alguns moments que són tan horribles i provocadors que són francament Cronenbergians. Encara que el seu títol suggereix un sentit de la direcció, Upstream Color defuig desafiant un format narratiu tradicionalment lineal; avança en el temps però de manera el·líptica i hipnòtica. I l'estil rítmic d'edició de Carruth t'atrau i et manté enganxat fins i tot quan potser no està del tot clar què estàs veient. És tècnicament meticulós, però els resultats són onírics."
El revisor de Film School Rejects va donar una nota A−; va elogiar els "temes ambiciosament grans i valents" de la pel·lícula i la "banda sonora finament eficaç".
La pel·lícula va ocupar el lloc número 28 a la llista de Vanity Fair de les 30 millors pel·lícules de la dècada de 2010.

### Premis
Al Festival de Cinema de Sundance de 2013, Upstream Color va rebre el Premi especial del jurat per al disseny de so, que va ser compartit per Carruth, Johnny Marshall i Pete Horner. L'Associació de Crítics de Cinema de Geòrgia va nominar Upstream Color per a sis premis, incloent-hi millor pel·lícula, director, actriu, guió original, fotografia i banda sonora. A més de la seva nominació a la millor actriu, Amy Seimetz també va ser inclosa a la categoria Premi Revelació.
Al XLVI Festival Internacional de Cinema Fantàstic de Catalunya va obtenir el Premi Ciutadà Kane a la direcció revelació.

## = Música
La banda sonora de la pel·lícula inclou música composta per Carruth. Un revisor l'ha descrit com "una partitura commovedora, simfònica i emocional".